# Wasbraam
Wasbraam of hazelaarbraam (Rubus sect. Corylifolii) is een sectie uit het geslacht braam (Rubus). De sectie omvat in Nederland 42 soorten.

## Determinatie
De soorten uit de sectie wasbraam zijn halfstruiken. Ze bereiken een hoogte van 30–100 cm, de bladeren zijn vijftallig. De plant bloeit van mei tot in juli, de bloemen zijn tweeslachtig en wit van kleur. De vrucht is een verzamelsteenvrucht.
Het onderscheid met de andere soorten van het geslacht Rubus is vaak moeilijk omdat de soort is ontstaan door kruisingen en terugkruisingen van een gemeenschappelijke voorouder.

## Ecologie
De meeste soorten uit deze sectie komen voor op omgewerkte, matig voedselrijke grond in bermen, struwelen, langs spoorwegen en industrieterreinen.

## Verspreiding
Het verspreidingsgebied van de sectie strekt zich uit over de gematigde en koudere streken van Europa. In Nederland is de sectie algemeen.